# Santa Bárbara do Tugúrio
Santa Bárbara do Tugúrio – miasto i gmina w Brazylii, w stanie Minas Gerais. Znajduje się w mezoregionie Campo das Vertentes i mikroregionie Barbacena.